# 俄罗斯帝国—美国关系
俄罗斯帝国—美国关系是历史上的俄罗斯帝国与美利坚合众国之间的关系，俄国在1803年正式承认美国独立，并于1809年正式建交。

## 国家概况
| 通称                 | 帝俄                                                                                 | 美国                                              |
| 全称                 | 俄罗斯帝国                                                                           | 美利坚合众国                                      |
| -------------------- | ------------------------------------------------------------------------------------ | ------------------------------------------------- |
| 国徽                 |                                                                                      |                                                   |
| 国旗                 | 俄罗斯帝国                                                                           | 美国                                              |
| 陆地面积             | 22,800,000 km2 (8,800,000 sq mi)                                                     | 9,526,468 km2 (3,794,101 sq mi)                   |
| 人口 (1900)          | 136,305,900                                                                          | 76,212,168                                        |
| 人口密度 (1900)      | 6.0人/平方公里（15.5人/平方英里）                                                    | 8.0人/平方公里（20.7人/平方英里）                 |
| 首都                 | 圣彼得堡 （1914年改名为“彼得格勒”）                                                  | 华盛顿哥伦比亚特区                                |
| 最大城市             | 圣彼得堡（1917年人口2,300,000）                                                      | 纽约市（1910年人口4,766,883）                     |
| 政府                 | 沙皇專制制度、君主立宪制                                                             | 联邦制、兩黨制、总统制                            |
| 立法机构             | 元老院 (俄罗斯帝国)- 上议院-帝国议会 (俄罗斯)-1810-1917 下议院- 帝國杜馬- 1905-1917. | 美国国会 - 上议院- 美国参议院- 下议院- 美国众议院 |
| 首任领导人           | 彼得大帝                                                                             | 乔治·华盛顿                                       |
| 末任领导人（1917年） | 尼古拉二世 (俄罗斯)                                                                  | 伍德罗·威尔逊                                     |
| 建国时间             | 1721年11月2日                                                                        | 1776年7月4日                                      |
| 军事                 | 俄羅斯帝國陸軍— 俄羅斯帝國海軍 — 俄羅斯帝國空軍 —                                    | 美国陆军 — 美國海軍 — 美国空军                    |
| 常用语言             | 俄语                                                                                 | 英语                                              |
| 货币                 | 卢布                                                                                 | 美元                                              |
| GDP (PPP)（1913）    | $2323亿美元（人均1,488美元）                                                         | $5173亿美元（人均5,301美元）                      |

1800年至1917年间的俄罗斯帝国与美利坚合众国领导人

## 美国独立战争期间

俄美公司旗

俄美关系最早可以追溯至1741年，當時的俄羅斯探險家白令第一次發現阿拉斯加後，而沙俄政府很快就吞併阿拉斯加，成為俄屬北美殖民地。俄羅斯與英屬美洲殖民地之間的小規模直接貿易始於1763年。這種貿易違反了英國的《航行法》，後者僅允許殖民地與英國進行貿易。
1775年4月19日，美国独立战争爆发，同年9月1日英王乔治三世致函沙俄女皇叶卡捷琳娜二世，请求出兵协助英国平乱以及英俄结盟的请求均被拒绝。1778年3月，叶卡捷琳娜二世发表武装中立宣言，明确反对英国的海上霸权。1780年，在俄国的组织下，欧洲成立了武装中立联盟。一定程度上阻挠了英国海军对美国军用物资的封锁。1783年英国承认美国独立。1794年11月，乔治·华盛顿任命拉塞尔为美国驻圣彼得堡领事。
1799年，在沙俄保羅一世的特許之下，由格里戈里·舍利霍夫和尼古拉·列扎諾夫共同創辦一個半官方性質的殖民貿易公司俄美公司。在該公司亞歷山大·巴拉諾夫的管理下，在新阿爾漢格爾斯克（今錫特卡）建立一個永久據點，並以此地來組織日漸繁榮的皮草貿易。美國和俄羅斯將彼此視為貿易夥伴。1801年，杰斐遜總統任命萊維特·哈里斯為第一任美國駐俄羅斯總領事。

## 19世纪前中期

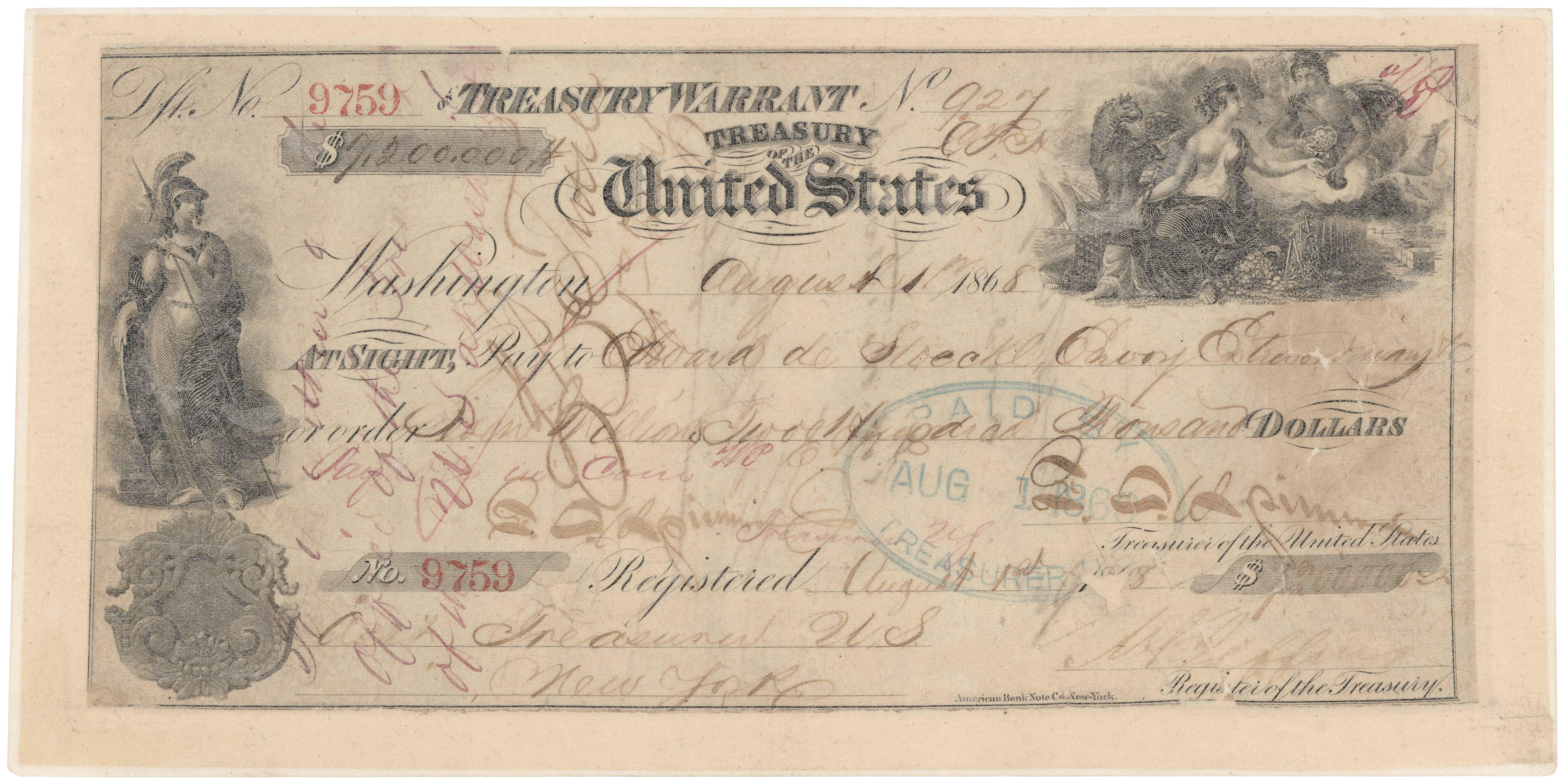
阿拉斯加買賣原始支票，面額720萬美金

1807年，美国驻英大使詹姆斯·门罗向俄国驻英代表处特使阿佩洛乌斯表达了两国正式建交的愿望。阿佩洛乌斯向时任俄國外交大臣安德烈亚斯·埃伯哈德·冯·布德伯格进行了汇报并给予回复。1808年8月，托马斯·杰斐逊任命威廉姆·肖特为美国驻俄国特命全权大使但被美国参议院否决，1809年3月任命约翰·昆西·亚当斯出任驻俄大使于同年6月得到通过。1809年4月，沙皇任命帕连为沙俄驻美大使。两国正式建交。1824年的《美俄條約》劃定了俄羅斯美洲部分與英美俄勒岡州之間的邊界。
1853年到1856年，沙俄在克里米亞戰爭中被英法國聯軍擊敗，國庫空虛；阿拉斯加隔白令海峽的堪察加半島上的堪察加彼得罗巴甫洛夫斯克也遭到英法聯軍圍攻。另一方面，由於英國正在進一步加強在北美殖民地的發展，特別是在西部的英屬哥倫比亞，令俄國擔心日後最終會戰敗而失去這個易攻難守的阿拉斯加。俄國希望拉攏美國以牽制附近強大的英國勢力擴張。因此，俄國出於國家安全及戰略考慮，於1859年首次向美國提議賣出阿拉斯加，以圖制衡英國。可是由於美國正值發生南北戰爭，因此令計畫告吹。後來北方的亚伯拉罕·林肯勝出，沙皇亞歷山大二世指示時任首相再就阿拉斯加的買賣和美國國務卿威廉·亨利·西華德談判。談判從1867年3月初開始，並最終於1867年3月30日凌晨四時，俄美雙方達成協議，最終以700萬美元外加20萬美元手續費成交，該次的買賣條約亦在1867年4月9日在美國參議院以37票支持，2票反對的情況下獲得通過。1868年8月1日，里格斯銀行（今PNC銀行）兌現了給俄羅斯外交部的國庫支票，完成了美國對阿拉斯加的購買。

沙皇批准出售阿拉斯加文件。